# Utbildning i Kina
Kina har ett statligt utbildningssystem där landets utbildningsministerium är högsta ansvariga. Skolplikten gäller samtliga medborgare i nio år. Regeringen tillhandahåller grundskola i sex till nio år varefter vidareutbildning följer för åldrarna 12-18 följer (motsvarande svenskt högstadium och gymnasieskola). Provinserna har dock möjlighet att dela upp grundskolan i två delar, i grundskola och mellanskola. 

## Historik
Före bildandet av folkrepubliken 1949 var den stora majoriteten av Kinas befolkning analfabeter. Det kinesiska kommunistpartiet prioriterade utbildning högt, även om enigheten tidvis vacklat. Hellre röd än expert! löd ett slagord under kulturrevolutionen. Under kulturrevolutionen angreps hela utbildningssystemet, och den högre utbildningen avskaffades i stort sett helt. Under 1980-talet minskades de ideologiska inslagen i utbildningen och betydelsen av fackkunskaper och forskning för att modernisera Kina betonades. Den obligatoriska skolgången förlängdes.

## 2000-talet
I dag gäller skolplikt från 7 års ålder och 99 procent av alla barn i grundskolan. Kina uppnår sedan 2011 FN-målet att ge alla barn möjlighet att gå i den nioåriga grundskolan. Men förhållandena ser olika ut i olika delar av landet. I storstäderna är läskunnigheten högre och lärarna fler och högre utbildade. Ett viktigt mål för Kinas ledning har därför under 2010-talet varit att fördela resurserna bättre och nå ut med mer stöd till de mindre samhällena.
Cirka 2 procent av Kinas BNP gick 2005 till utbildningssektorn.
1986 antog den nationella folkkongressen en lag om 9-årig obligatorisk skolgång, som skulle vara genomförd inför millennieskiftet. Det var en omfattande reform som genomfördes stegvis. 2001 utformades en ny läroplan för grundskolan med 18 skolämnen. Då uppgraderades ämnet idrott, som tidigare haft låg status i kinesisk skola. Även vid universiteten blev det då obligatoriskt med idrottsundervisning. Genomförandet av nioårig grundskolan gick långsamt och 2003 flyttades målet fram till 2008. Före grundskolan ligger en treårig förskola, som i stor utsträckning är genomförd i städerna. De första sex åren av grundskolan studerar eleverna kinesiska, matematik, naturvetenskapliga ämnen, geografi, historia, musik samt konst och bild. Av eleverna går 98 procent vidare till det treåriga högstadiet, och två tredjedelar fortsätter till gymnasierna efter inträdesprov. Av gymnasierna är vissa specialiserade mot ingenjörsvetenskaper, medicin, jordbruk, företagsekonomi eller juridik. Till de bästa universiteten är det extremt hård konkurrens. Under 2010-talet har antalet högre lärosäten ökat kraftigt.
1990 var 182 miljoner kineser analfabeter, men 2003 endast 85 miljoner. Enligt en uppskattning av FN var då nio av tio kineser äldre än 15 år läs- och skrivkunniga. Det sågs som en mycket hög andel för att vara i ett utvecklingsland. De regionala skillnaderna var dock stora.
2006 meddelade staten att skolavgifterna i grundskolan skulle tas bort för 150 miljoner landsbygdselever. Det som en form av ekonomiskt stöd åt fattiga bondehushåll. I de flesta städer är skolavgifterna mycket höga för barn till migrantarbetare, som därför oftast låter barnen stanna kvar hos mor- eller farföräldrarna när de flyttar till industri- och servicearbeten i expansiva delar av landet.

## Utbildningsstatistik
- Andel barn som börjar grundskolan (2000): 94 procent
- Antal elever per lärare (2000): 22
- Läs- och skrivkunnighet bland kvinnor (2001): 79 procent
- Läs- och skrivkunnighet bland män (2001): 93 procent
- Läs- och skrivkunnighet (2001): 86 procent
- Utbildningskostnadernas andel av BNP (2000): 2,9 procent